# Institut Catòlic d'Estudis Socials de Barcelona
Institut Catòlic d'Estudis Socials de Barcelona (ICESB) és una institució dependent de l'arquebisbat de Barcelona fundada el 1951 per Joan A. Ventosa i Emili Boix i Selva amb la finalitat de promoure l'estudi, la documentació, la docència i les publicacions sobre temes socials des d'una òptica cristiana.
La docència s'impartia a través de seccions com l'Escola Superior de Ciències Socials, fundada el 1966 i vinculada a la Facultat de Teologia de Catalunya; l'Escola Superior d'Assistents Socials, fundada el 1979 i que el 1983 esdevingué Escola Universitària de Treball Social; l'Escola de Treballadors Familiars, fundada el 1980; el Departament de Llengua i Cultura Catalanes, creat el 1976, i els Cursos de Formació Sociopolítica per a Joves, creats el 1979. Disposà també d'un Laboratori de Sociologia, que fa treballs d'investigació sociològica. Edità la revista Perspectiva Social. Fins al 1990 també edità Quaderns d'Orientació Familiar.
El 1985 va rebre la Creu de Sant Jordi. El 2002 fou absorbit per la Fundació Pere Tarrés i vinculat a la Universitat Ramon Llull.

## Directors de l'ICESB
- Josep Boix i Selva (1964-1974)
- Antoni Bascompte (1974-1978)
- Maria Martinell (1978-1998)
- Carles Armengol (1998-2002)

## Director de Laboratori de Sociologia
- Ramon Cotrina i Puig